# Ritidosteoïdeus
Els ritidosteoïdeus (Rhytidosteoidea) constitueixen una superfamília de tetràpodes temnospòndils. Fou descrit l'any 1979 per J. W. Cosgriff i J. M. Zawiskie.